# Alvin Lee
Pour les articles homonymes, voir Lee.
Alvin Lee, né  le 19 décembre 1944 à Nottingham au Royaume-Uni et mort le 6 mars 2013 en Espagne, est un guitariste britannique de rock et de blues. 
Sa carrière débute avec les Jaybirds et culmine mondialement à la fin des années 1960 à la tête du groupe Ten Years After.

## Biographie

### Débuts
Alvin Lee commence à jouer de la guitare à l'âge de 13 ans. Avec Leo Lyons, il forme la base du futur Ten Years After, en 1960. Influencé par le jazz et le blues de ses parents, Alvin se passionne surtout pour le rock 'n' roll et pour les guitaristes Chuck Berry et Scotty Moore, qui nourrissent son inspiration, ainsi que pour Hank Marvin, leader des Shadows.
Lee commence sa carrière professionnelle en 1962 avec le groupe The Jaybirds qui jouit d'une notoriété locale mais commence à bouger pour élargir son audience. La même année, The Jaybirds connaît le succès au Star-Club de Hambourg, en Allemagne, suivant de peu les Beatles. C'est là que Lee devient le chanteur et que le groupe commence à se construire un public. Le groupe s'est produit une première fois à Londres, en 1964, mais s'y installe seulement en 1966. Il change plusieurs fois de nom : d'abord Jaybird, en supprimant le « The » et le « s » pour faire plus contemporain, puis Blues Yard pour un concert légendaire au Marquee Club, et enfin Ten Years After qui connait une notoriété internationale.

### Avec Ten Years After
Le groupe est engagé par le Marquee Club, et une invitation au National Jazz & Blues Festival en 1967 leur apporte leur premier contrat d'enregistrement. Leur premier album, qui porte le nom du groupe, est diffusé, contre toute attente, sur les radios underground de Californie, à San Francisco, où il reçoit un accueil enthousiaste des auditeurs, parmi lesquels l'organisateur de concerts Bill Graham, qui propose au groupe sa première tournée aux États-Unis à l'été 1968. Le groupe trouve immédiatement son public grâce au style caractéristique de Lee, à son jeu de guitare ultra-rapide, ainsi qu'au mélange inédit de blues, de swing-jazz et de rock qu'il utilise. Une histoire d'amour avec l'Amérique est née. Ten Years After va réaliser 28 tournées aux États-Unis en sept ans, c'est plus que n'importe quel autre groupe britannique.
Lors de son apparition au fameux festival de Woodstock d'août 1969, la performance de virtuose de Lee est immortalisée par le film documentaire consacré au festival, Woodstock, son jeu inspiré le hisse au rang des superstars et bientôt le groupe se produira dans des arènes et dans des stades partout dans le monde. Même si, plus tard, Lee regrettera l'intimité des plus petites salles, l'impact du film a, sans conteste, porté sa musique vers un large public international.

### En solo
Ten Years After rencontre le succès en publiant dix albums. Pourtant, en 1973, Lee se sent à l'étroit dans le style du groupe. Avec le chanteur de gospel américain Mylon Lefevre et bon nombre de talents du rock comme George Harrison, Steve Winwood, Ron Wood et Mick Fleetwood, il enregistre On the Road to Freedom, un album porté aux nues, au premier plan du country rock. Un an plus tard, pour répondre à un défi, Lee forme Alvin Lee & Company pour un spectacle au Rainbow de Londres enregistré sur le double album In Flight, mélange énergique de rythm'n'blues et de rock avec un hommage à Elvis Presley, placé là pour faire bonne mesure. Plusieurs membres du groupe continuent avec Lee pour ses deux albums suivants, Pump Iron et Let It Rock. Lee termine les années 1970 avec le trio Ten Years Later, Tom Compton à la batterie et Mick Hawksworth à la basse, qui sort deux albums, Ride on et Rocket Fuel, et effectue de nombreuses tournées en Europe et aux États-Unis.

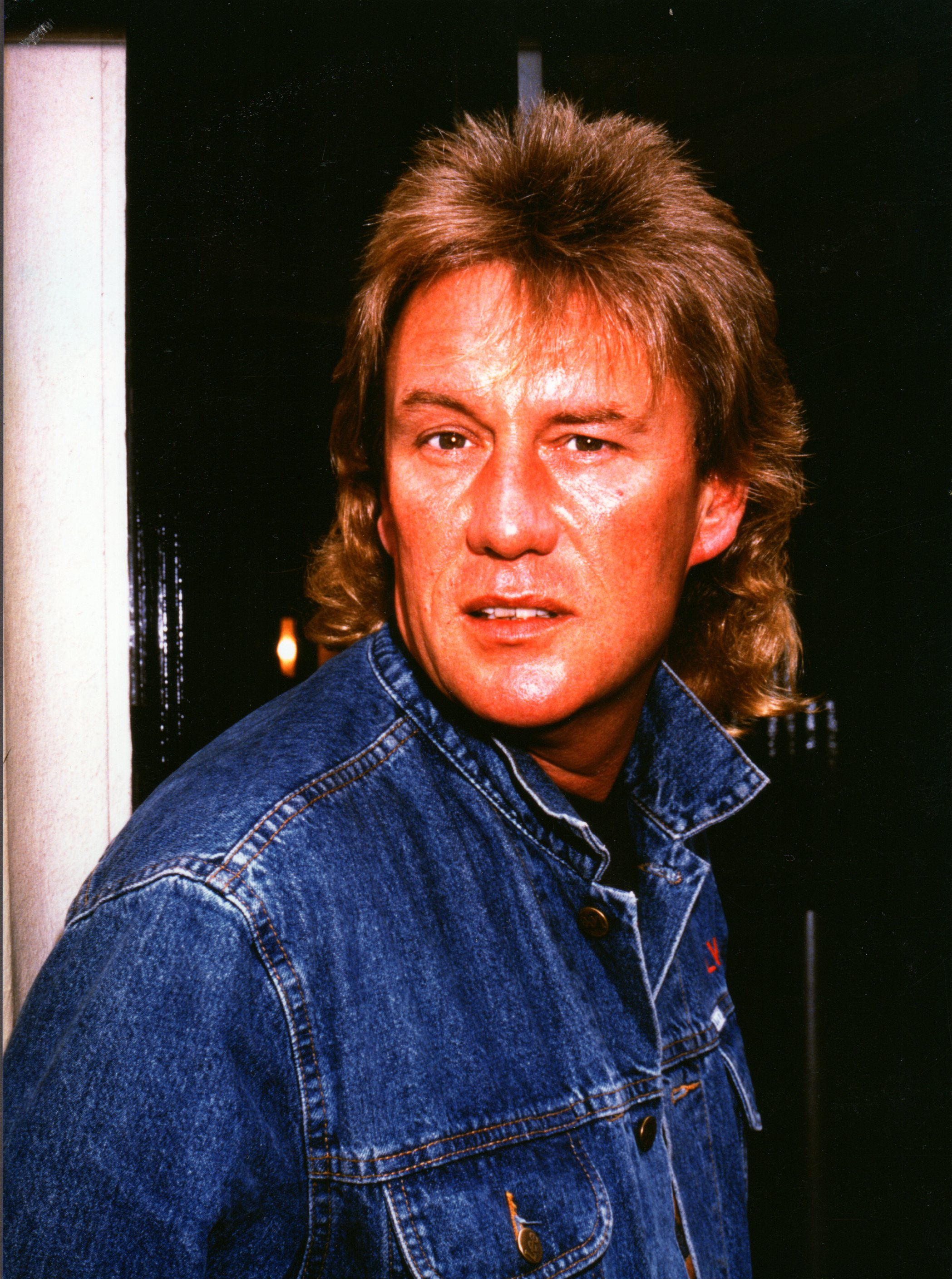
Alvin Lee en 1990.

Les années 1980 apportent à Lee de nouveaux changements, avec deux albums en collaboration[réf. nécessaire] avec Steve Gould des Rare Bird et une tournée importante avec l'ancien guitariste des Rolling Stones, Mick Taylor.

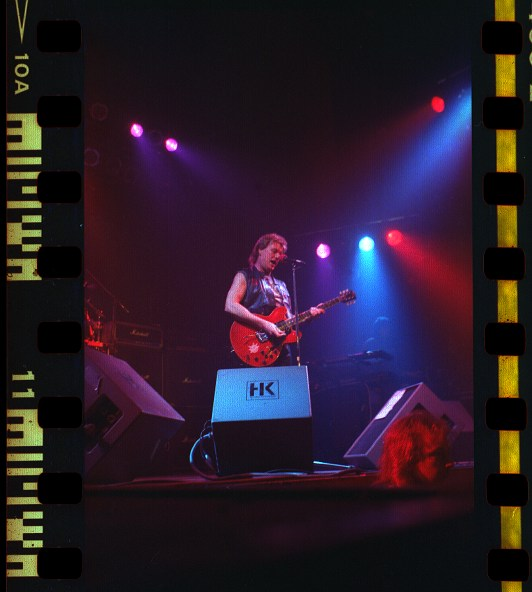
Alvin Lee en concert à Berlin au sein du Ten Years After au Metropol en décembre 1990.

La discographie complète d'Alvin Lee comporte plus de vingt albums dont Detroit Diesel en 1985, et les Collections des années 1990 Zoom et 1994 (titre américain : I Hear You Rockin'). Parmi les artistes invités sur ces deux albums, George Harrison chante en duo The Bluest Blues dans 1994. 
L'avant-dernier album Alvin Lee in Tennessee, paru en 2004, enregistré avec les légendes du rock'n'roll Scotty Moore et DJ Fontana, est une sélection de chansons optimistes et tournées vers le futur qui empruntent à ses amours du rock'n'roll des années 1950. Il contient une nouvelle version de son morceau emblématique I'm Going Home, joué ici, selon Lee, « comme il aurait toujours dû l'être ». Le CD et la grande tournée 2004 au Royaume-Uni sont le témoignage qu'Alvin Lee est l'un des plus fameux représentants des guitaristes de rock. En 2007, il sort un autre album de bonne facture, Saguitar (contraction de sagittaire - son signe astrologique - et de guitar), plus tourné vers le rock'n'roll et le blues.
En avril 2006, il se produit à Gérone, en Espagne, soutenu par sa section rythmique attitrée, Pete Pritchard (basse) et Richard Newman (batterie), puis en septembre suivant il a joué à l'European Bike Week (de) de Faaker See, en Autriche. Lee présente une prestation scénique le 2 août 2007 lors de l'important Notodden Blues Festival, en Norvège, et un concert est organisé le 4 novembre 2007 pour l'annuel Rhythm'n'Blues Festival d'Anvers.
Alvin Lee commence l'année 2008 par un concert à guichets fermés à Paris à l'Olympia. Le 10 mai, il se produit au Lillehammer Rock Week End avec Dickey Betts, des membres de Deep Purple et de Uriah Heep qui forment pour l'occasion Deep Heep, et beaucoup d'autres.
Alvin Lee meurt le 6 mars 2013, à 68 ans, des suites d'une opération chirurgicale « de routine », en Espagne, où il vivait. Le 7 avril 2013, un concert était prévu à l'Olympia (Paris) réunissant Johnny Winter et Alvin Lee pour la première fois depuis leur concert mythique du 27 février 1983 au Palladium de New York. Pour rendre un dernier hommage à Alvin Lee, de grands noms de la guitare, dont Johnny Winter accompagné de son frère Edgar, Tommy Emmanuel, Robben Ford et Johnny Gallagher, décident de se réunir ce 7 avril 2013
.

## Discographie solo

### Albums
- 1973 : On the Road to Freedom (Alvin Lee & Mylon LeFevre)
- 1974 : In Flight
- 1975 : Pump Iron!
- 1978 : Let It Rock
- 1978 : Rocket Fuel (avec Ten Years Later)
- 1978 : Ride On (avec Ten Years Later)
- 1980 : Freefall
- 1981 : RX5
- 1986 : Detroit Diesel
- 1992 : Zoom
- 1994 : 1994
- 1996 : Live in Vienna
- 2004 : In Tennessee
- 2007 : Saguitar
- 2012 : Still on the Road to Freedom

### Participations
- 1974 : sur l'album Dark Horse de George Harrison
- 1975 : sur l'album 20th Anniversary of Rock & Roll de Bo Diddley
- 1977 : sur l'album Bullinamingvase (titre de l'album américain One of Those Days in England) de Roy Harper
- 1977 : sur l'album solo de Roger Daltrey One of the boys, guitare sur Avenging Annie.
- 19?? : sur l'album Anniversary Special d'Earl Scruggs
- 1984 : sur l'album Superjammin' d'Earl Scruggs